# Plavání na Letních olympijských hrách 1992
Plavání na Letních olympijských hrách 1992.

## Přehled medailí
| Pořadí | Země                         | Zlato | Stříbro | Bronz | Celkově |
| ------ | ---------------------------- | ----- | ------- | ----- | ------- |
| 1      | Spojené státy americké (USA) | 11    | 9       | 7     | 27      |
| 2      | Sjednocený tým (EUN)         | 6     | 3       | 1     | 10      |
| 3      | Maďarsko (HUN)               | 5     | 3       | 1     | 9       |
| 4      | Čína (CHN)                   | 4     | 5       | 0     | 9       |
| 5      | Německo (GER)                | 1     | 3       | 7     | 11      |
| 6      | Austrálie (AUS)              | 1     | 3       | 5     | 9       |
| 7      | Kanada (CAN)                 | 1     | 0       | 1     | 2       |
| 8      | Španělsko (ESP)              | 1     | 0       | 0     | 1       |
| 8      | Japonsko (JPN)               | 1     | 0       | 0     | 1       |
| 10     | Švédsko (SWE)                | 0     | 2       | 1     | 3       |
| 11     | Brazílie (BRA)               | 0     | 1       | 0     | 1       |
| 11     | Nový Zéland (NZL)            | 0     | 1       | 0     | 1       |
| 11     | Polsko (POL)                 | 0     | 1       | 0     | 1       |
| 14     | Francie (FRA)                | 0     | 0       | 3     | 3       |
| 15     | Itálie (ITA)                 | 0     | 0       | 2     | 2       |
| 16     | Finsko (FIN)                 | 0     | 0       | 1     | 1       |
| 16     | Velká Británie (GBR)         | 0     | 0       | 1     | 1       |
| 16     | Surinam (SUR)                | 0     | 0       | 1     | 1       |
| Celkem | Celkem                       | 31    | 31      | 31    | 93      |

## Medailisté

### Muži
| Kategorie                      | Zlato | Čas      | Stříbro | Čas      | Bronz | Čas      |
| ------------------------------ | --- | -------- | --- | -------- | --- | -------- |
| 50 m volný způsob              | Alexandr Popov · Sjednocený tým (EUN) | 21.91    | Matt Biondi · Spojené státy americké (USA) | 22.09    | Tom Jager · Spojené státy americké (USA)                                                                                 | 22.30    |
| 100 m volný způsob             | Alexandr Popov · Sjednocený tým (EUN) | 49.02    | Gustavo Borges · Brazílie (BRA) | 49.43    | Stéphan Caron · Francie (FRA)                                                                                            | 49.50    |
| 200 m volný způsob             | Jevgenij Sadovyj · Sjednocený tým (EUN) | 1:46.70  | Anders Holmertz · Švédsko (SWE) | 1:46.86  | Antti Kasvio · Finsko (FIN)                                                                                              | 1:47.63  |
| 400 m volný způsob             | Jevgenij Sadovyj · Sjednocený tým (EUN) | 3:45.00  | Kieren Perkins · Austrálie (AUS) | 3:45.16  | Anders Holmertz · Švédsko (SWE)                                                                                          | 3:46.77  |
| 1500 m volný způsob            | Kieren Perkins · Austrálie (AUS) | 14:43.48 | Glen Housman · Austrálie (AUS) | 14:55.29 | Jörg Hoffmann · Německo (GER)                                                                                            | 15:02.29 |
| 100 m znak                     | Mark Tewksbury · Kanada (CAN) | 53.98    | Jeff Rouse · Spojené státy americké (USA) | 54.04    | David Berkoff · Spojené státy americké (USA)                                                                             | 54.78    |
| 200 m znak                     | Martín López-Zubero · Španělsko (ESP) | 1:58.47  | Vladimir Selkov · Sjednocený tým (EUN) | 1:58.87  | Stefano Battistelli · Itálie (ITA)                                                                                       | 1:59.40  |
| 100 m prsa                     | Nelson Diebel · Spojené státy americké (USA) | 1:01.50  | Norbert Rózsa · Maďarsko (HUN) | 1:01.68  | Phil Rogers · Austrálie (AUS)                                                                                            | 1:01.76  |
| 200 m prsa                     | Mike Barrowman · Spojené státy americké (USA) | 2:10.16  | Norbert Rózsa · Maďarsko (HUN) | 2:11.23  | Nick Gillingham · Velká Británie (GBR)                                                                                   | 2:11.29  |
| 100 m motýlek                  | Pablo Morales · Spojené státy americké (USA) | 53.32    | Rafał Szukała · Polsko (POL) | 53.35    | Anthony Nesty · Surinam (SUR)                                                                                            | 53.41    |
| 200 m motýlek                  | Melvin Stewart · Spojené státy americké (USA) | 1:56.26  | Danyon Loader · Nový Zéland (NZL) | 1:57.93  | Franck Esposito · Francie (FRA)                                                                                          | 1:58.51  |
| 200 m polohový závod           | Tamás Darnyi · Maďarsko (HUN) | 2:00.76  | Greg Burgess · Spojené státy americké (USA) | 2:00.97  | Attila Czene · Maďarsko (HUN)                                                                                            | 2:01.00  |
| 400 m polohový závod           | Tamás Darnyi · Maďarsko (HUN) | 4:14.23  | Eric Namesnik · Spojené státy americké (USA) | 4:15.57  | Luca Sacchi · Itálie (ITA)                                                                                               | 4:16.34  |
| štafeta 4×100 m volný způsob   | Spojené státy americké (USA) · Joe Hudepohl · Matt Biondi · Tom Jager · Jon Olsen · Shaun Jordan* · Joel Thomas*                                       | 3:16.74  | Sjednocený tým (EUN) · Pavlo Chnykin · Gennadij Prigoda · Jurij Baškatov · Alexandr Popov · Vladimir Pyšněnko* · Veniamin Tajanovič*                 | 3:17.56  | Německo (GER) · Dirk Richter · Christian Tröger · Steffen Zesner · Mark Pinger · Andreas Szigat* · Bengt Zikarsky*       | 3:17.90  |
| štafeta 4×200 m volný způsob   | Sjednocený tým (EUN) · Dmitry Lepikov · Vladimir Pyšněnko · Veniamin Tajanovič · Jevgenij Sadovyj · Aleksey Kudryavtsev* · Jurij Muchin*               | 7:11.95  | Švédsko (SWE) · Christer Wallin · Anders Holmertz · Tommy Werner · Lars Frölander                                                                    | 7:15.51  | Spojené státy americké (USA) · Joe Hudepohl · Melvin Stewart · Jon Olsen · Doug Gjertsen · Scott Jaffe* · Dan Jorgensen* | 7:16.23  |
| štafeta 4×100 m polohový závod | Spojené státy americké (USA) · Jeff Rouse · Nelson Diebel · Pablo Morales · Jon Olsen · David Berkoff* · Hans Dersch* · Melvin Stewart* · Matt Biondi* | 3:36.93  | Sjednocený tým (EUN) · Vladimir Selkov · Vasilij Ivanov · Pavlo Chnykin · Alexandr Popov · Vladimir Pyšněnko* · Vladislav Kulikov* · Dmitrij Volkov* | 3:38.56  | Kanada (CAN) · Mark Tewksbury · Jonathan Cleveland · Marcel Géry · Stephen Clarke · Tom Ponting*                         | 3:39.66  |

* Nezúčastnili se finále, ale získali medaili.

### Ženy
| Kategorie                      | Zlato | Čas     | Stříbro | Čas     | Bronz | Čas     |
| ------------------------------ | --- | ------- | --- | ------- | --- | ------- |
| 50 m volný způsob              | Yang Wenyiová · Čína (CHN) | 24.79   | Čuang Jungová · Čína (CHN) | 25.08   | Angel Martino · Spojené státy americké (USA) | 25.23   |
| 100 m volný způsob             | Čuang Jungová · Čína (CHN) | 54.64   | Jenny Thompsonová · Spojené státy americké (USA) | 54.84   | Franziska van Almsicková · Německo (GER) | 54.94   |
| 200 m volný způsob             | Nicole Haislettová · Spojené státy americké (USA) | 1:57.90 | Franziska van Almsicková · Německo (GER) | 1:58.00 | Kerstin Kielgassová · Německo (GER) | 1:59.67 |
| 400 m volný způsob             | Dagmar Haseová · Německo (GER) | 4:07.18 | Janet Evansová · Spojené státy americké (USA) | 4:07.37 | Hayley Lewisová · Austrálie (AUS) | 4:11.22 |
| 800 m volný způsob             | Janet Evansová · Spojené státy americké (USA) | 8:25.52 | Hayley Lewisová · Austrálie (AUS) | 8:30.34 | Jana Henkeová · Německo (GER) | 8:30.99 |
| 100 m znak                     | Krisztina Egerszegiová · Maďarsko (HUN) | 1:00.68 | Tünde Szabóová · Maďarsko (HUN) | 1:01.14 | Lea Maurerová · Spojené státy americké (USA) | 1:01.43 |
| 200 m znak                     | Krisztina Egerszegiová · Maďarsko (HUN) | 2:07.06 | Dagmar Haseová · Německo (GER) | 2:09.46 | Nicole Stevensonová · Austrálie (AUS) | 2:10.20 |
| 100 m prsa                     | Jelena Rudkovská · Sjednocený tým (EUN) | 1:08.00 | Anita Nallová · Spojené státy americké (USA) | 1:08.17 | Samantha Rileyová · Austrálie (AUS) | 1:09.25 |
| 200 m prsa                     | Kyoko Iwasakiová · Japonsko (JPN) | 2:26.65 | Lin Liová · Čína (CHN) | 2:26.85 | Anita Nallová · Spojené státy americké (USA) | 2:26.88 |
| 100 m motýlek                  | Čchien Chungová · Čína (CHN) | 58.62   | Crissy Ahmann-Leightonová · Spojené státy americké (USA) | 58.74   | Catherine Plewinskiová · Francie (FRA) | 59.01   |
| 200 m motýlek                  | letní Sandersová · Spojené státy americké (USA) | 2:08.67 | Wang Xiaohongová · Čína (CHN) | 2:09.01 | Susie O'Neillová · Austrálie (AUS) | 2:09.03 |
| 200 m polohový závod           | Lin Liová · Čína (CHN) | 2:11.65 | Summer Sandersová · Spojené státy americké (USA) | 2:11.91 | Daniela Hungerová · Německo (GER) | 2:13.92 |
| 400 m polohový závod           | Krisztina Egerszegiová · Maďarsko (HUN) | 4:36.54 | Lin Liová · Čína (CHN) | 4:36.73 | Summer Sandersová · Spojené státy americké (USA) | 4:37.58 |
| štafeta 4×100 m volný způsob   | Spojené státy americké (USA) · Nicole Haislettová · Angel Martino · Jenny Thompsonová · Dara Torresová · Ashley Tappinová* · Crissy Ahmann-Leightonová*                                         | 3:39.46 | Čína (CHN) · Le Jingyiová · Lu Binová · Čuang Jungová · Yang Wenyiová · Zhao Kunová*                                                                              | 3:40.12 | Německo (GER) · Franziska van Almsicková · Daniela Hungerová · Simone Osygusová · Manuela Stellmachová · Kerstin Kielgassová* · Annette Haddingová* | 3:41.60 |
| štafeta 4×100 m polohový závod | Spojené státy americké (USA) · Crissy Ahmann-Leightonová · Lea Maurerová · Anita Nallová · Jenny Thompsonová · Janie Wagstaffová* · Megan Kleineová* · Summer Sandersová* · Nicole Haislettová* | 4:02.54 | Německo (GER) · Franziska van Almsicková · Jana Dörriesová · Dagmar Haseová · Daniela Hungerová · Daniela Brendelová* · Bettina Ustrowskiová* · Simone Osygusová* | 4:05.19 | Sjednocený tým (EUN) · Nina Zhivanevskaya · Olga Kiritchenko · Natalja Meščerjakovová · Jelena Rudkovská · Elena Choubinaová*                       | 4:06.44 |

* Nezúčastnili se finále, ale získali medaili.